# Dayia
Dayia là một chi thực vật có hoa trong họ Polemoniaceae.

## Loài
Chi Dayia gồm các loài: